# Starachowice
Starachowice (denumit în perioada 1939–1949, Starachowice-Wierzbnik) este un oraș în zona central-sudică a Poloniei. Este situat, din 1999, în voievodatul Świętokrzyskie, adică Voievodatul Sfintei Cruci în limba română, respectiv Województwo Świętokrzyskie în poloneză.
Starachowice a făcut parte în trecut din fostul voievodat Kielce (1975-1998). 
Așezat pe râul Kamienna, într-un ținut deluros și împădurit, este din 1999 reședinței powiat-ului omonim powiat starachowicki. Din moment ce powiatul este o subdiviziune administrativă națională de ordin doi, un echivalent în română ar fi Plasa Starachowice.